# Вітгард
Вітгард (нід. Wytgaard) — село в нідерландській провінції Фрисландія. Входить до муніципалітету Леуварден. Його населення станом на 2017 рік складало 570 осіб.